# Madona (novads)
Madona (łot.: Madonas novads) – jeden z łotewskich novadsów, funkcjonujący od 2021.
W skład novadsu wchodzą: 
- miasta: Cesvaine, Lubāna, Madona, Varakļāni (od 2025)
- pagastsy: Arona, Barkava, Bērzaune, Cesvaine, Dzelzava, Ērgļi, Indrāni, Jumurda, Kalsnava, Lazdona, Liezēre, Ļaudona, Mārciena, Mētriena, Murmastiene (od 2025), Ošupe, Prauliena, Sarkaņi, Sausnēja, Varakļāni (od 2025), Vestiena

## Historia
Novads powstało podczas reformy administracyjnej w 2021, z połączenia dotychczasowych novadsów: Cesvaine, Ērgļi, Lubāna, i Madona.
Od 1 lipca 2025 w skład novadsu wchodzi również obszar dawnego novadsu Varakļāni.